# تپه آخوران (دهستان لاهیجان)
تپه آخوران مربوط به هزاره اول (پیش از میلاد) است و در شهرستان پیرانشهر، بخش مرکزی، دهستان لاهیجان، روستای گنه‌دار واقع شده است. این اثر در تاریخ ۳۰ دی ۱۳۸۵ با شمارهٔ ثبت ۱۶۸۴۹ به عنوان یکی از آثار ملی ایران به ثبت رسیده است.